# Philip Glass
Philip Glass (Baltimora, 31 gennaio 1937) è un compositore statunitense.
Autore di musica contemporanea, è solitamente considerato tra i capifila del minimalismo musicale con Steve Reich, La Monte Young, Terry Riley, John Adams. Esaurito il periodo di massima produzione minimalista, contrariamente agli autori succitati, a parte forse Adams, si è progressivamente emancipato, scegliendo uno stile di più facile fruizione, postminimalista, meno rigoroso, e spesso volto verso la tradizione sinfonica americana.
Dagli anni ottanta ha preferito prendere le distanze dal termine, mantenendo nel suo stile una forma iterativa, ma ampliando al massimo le possibilità espressive offerte dalla tonalità, e accogliendo sempre più suggestioni dalle culture musicali extraeuropee, interesse del resto già manifestato all'inizio della carriera collaborando con il musicista indiano e compositore Ravi Shankar.
Tra le sue opere compaiono numerosi componimenti musicali di vario tipo, con una certa predilezione per le forme sceniche (teatro, danza, performance) e le colonne sonore di diversi film e documentari. Celebre, in quest'ultima categoria, la serie di film realizzati da Godfrey Reggio a cavallo tra il 1983 e il 2003 e basati su profezie degli indiani Hopi, nota come "Trilogia Qatsi": lo stesso Glass ha portato in tournée anche in Italia concerti live in cui il suo ensemble esegue le musiche direttamente sulle immagini dei film (prima esecuzione integrale: Torino, Settembre Musica, Auditorium "Giovanni Agnelli" del Lingotto, settembre 2005)
Ha collaborato con vari artisti della scena ambient (tra cui Brian Eno) e pop-rock (tra cui David Bowie, di cui ha adottato i temi di "Low" e "Heroes" per comporre le omonime sinfonie).
Philip Glass è stato inoltre posizionato al numero 9 della Top 100 geni viventi stilata nel 2007 dalla rivista inglese "The Telegraph".

## Biografia

### Infanzia e studi
Philip Glass nasce a Baltimora, nel Maryland, figlio di immigrati ebrei provenienti dalla Lituania. Il padre possiede un negozio di dischi dalla ricca offerta di lavori - spesso invenduti - di compositori di musica moderna (Paul Hindemith, Béla Bartók, Dmitrij Šostakovič) e musica classica (i quartetti per archi di Ludwig van Beethoven e i due trio per piano di Franz Schubert) che il giovane Glass arriverà a conoscere molto presto. Da bambino studia il flauto presso il Peabody Conservatory of Music e a 16 anni si iscrive alla University of Chicago, dove studia matematica e filosofia. Frequenta successivamente la Juilliard School dove si dedica principalmente alle tastiere; tra i suoi insegnanti di composizione figurano Vincent Persichetti e William Bergsma. Nell'estate del 1960 studia con Darius Milhaud e compone un concerto per violino per una compagna di studi, Dorothy Pixley-Rothschild.
A Parigi studia composizione con Nadia Boulanger dal 1963 al 1965, analizzando gli spartiti di Johann Sebastian Bach ("Il clavicembalo ben temperato"), Wolfgang Amadeus Mozart (i concerti per pianoforte) e Ludwig van Beethoven. Riferendosi a quegli anni nella sua autobiografia - "Music by Philip Glass", (1987) - Glass racconta che la musica eseguita ai concerti del Domaines Musicale di Pierre Boulez non lo appassionava (fatta eccezione per i lavori di John Cage e Morton Feldman), mentre era molto impressionato dagli spettacoli messi in scena da Jean-Louis Barrault al teatro Odéon e dai film della nouvelle vague francese, di registi come Jean-Luc Godard e François Truffaut.
Dopo aver lavorato in Francia con Ravi Shankar alla colonna sonora del film Chappaqua, Glass nel 1966 viaggia attraverso il nord dell'India, dove entra in contatto con la comunità dei rifugiati tibetani. Diventa buddhista e incontra il quattordicesimo Dalai Lama, Tenzin Gyatso, nel 1972.
Dal lavoro con Ravi Shankar e dalla percezione delle proprietà ipnotiche dei ritmi indiani nasce lo stile compositivo di Philip Glass. Tornato a casa, rinnega i suoi lavori precedenti, scritti con uno stile moderatamente moderno simile a quello di Darius Milhaud, Aaron Copland e Samuel Barber, e inizia a comporre pezzi austeri basati su ritmi compulsivi. Tra questi primi lavori di taglio minimalista figurano le musiche per una commedia di Samuel Beckett (Comédie, 1963) ed un quartetto d'archi (No.1, 1966).
Nel 2015 ha pubblicato la propria Autobiografia, dal titolo "Parole senza musica".

### Il minimalismo
Ricevendo poca attenzione dagli esecutori e dagli spazi di esecuzione tradizionali, Glass forma un gruppo nei tardi anni sessanta a New York con i suoi ex compagni di studi, tra cui Steve Reich e Jon Gibson, iniziando ad esibirsi all'interno delle gallerie d'arte. Queste gallerie rappresentavano l'effettivo punto di contatto tra il minimalismo musicale ed il minimalismo nelle arti visive - oltre alle amicizie personali tra gli artisti che, avendo interessi artistici simili, supportavano l'attività musicale di Glass e Reich e spesso preparavano i poster per i loro concerti.
Il primo concerto della "nuova" musica di Philip Glass è una serata alla Jonas Mekas's Film-Makers Cinematheque nel 1968. In questo concerto vengono inclusi Music in the shape of a square for two flutes (un omaggio a Erik Satie, eseguito da Glass e Gibson) e Strung Out for amplified solo violin, eseguito dalla violinista Pixley-Rothschild. Gli spartiti sono appesi alle pareti ed i musicisti devono spostarsi durante l'esecuzione. La risposta è entusiastica, anche se il pubblico consiste principalmente di artisti e appassionati di arti visive e performance art, già molto ben disposti verso l'approccio riduzionista di Glass.
Oltre all'eseguire la propria musica, Glass lavora come tassista, gestisce con Steve Reich una compagnia di traslochi e fa da assistente allo scultore Richard Serra. In questo periodo conosce e stringe amicizie con altri artisti della scena di new York, tra cui Sol LeWitt, Nancy Graves, Laurie Anderson e Chuck Close. Dopo alcune divergenze con Steve Reich fonda il proprio Philip Glass Ensemble (mentre Reich fonda il gruppo Steve Reich and Musicians) in cui entrano le tastiere, i fiati (sassofono e flauto) ed una voce di soprano.
Inizialmente il lavoro continua ad essere rigorosamente minimalista, diatonico e strutturato ripetitivamente, come in "Two Pages", "Contrary Motion" e "Music in Fifths" (un omaggio a Nadia Boulanger che trovò delle "quinte nascoste" nei suoi lavori di studente). Col tempo l'austerità viene meno, la musica sempre più complessa e drammatica, come in "Music in Similar Motion" (1969) e in "Music with Changing Parts" (1970). La serie culmina, nell'esecuzione della durata di quattro ore, di Music in Twelve Parts (1971-1974), inizialmente concepito come un'unica composizione con dodici parti strumentali e successivamente evoluto in una composizione ciclica che riassume l'opera di Glass e la trascende - nella parte finale la voce soprano canta un tema dodecafonico.

### LaPortrait Trilogy:Einstein on the Beach,SathyagrahaeAkhnaten
Glass continua il proprio lavoro con due serie di opere strumentali, "Another Look at Harmony" (1975) e "Fourth Series" (1978-79), mentre è la sua musica per le produzioni teatrali a diventare più famosa. La prima opera è una collaborazione con Robert Wilson, una composizione che successivamente Glass identificherà come la prima di una trilogia di ritratti: "Einstein on the Beach" (composta nel 1975 ed eseguita per la prima volta nel 1976), centrata sulla figura di Albert Einstein, in cui figurano il suo gruppo, un violino solista, un coro e gli attori. Il Washington Post lo recensisce con parole entusiastiche.
Glass continua a produrre musica per opere teatrali componendo nel 1980 l'opera "Satyagraha", incentrata sui primi anni di vita del Mahatma Gandhi e sulle sue esperienze in Sudafrica. L'opera è anche un punto di svolta per Glass, che scrive per la prima volta dopo 15 anni per un'orchestra sinfonica, anche se le parti principali rimangono riservate a delle voci soliste e al coro.

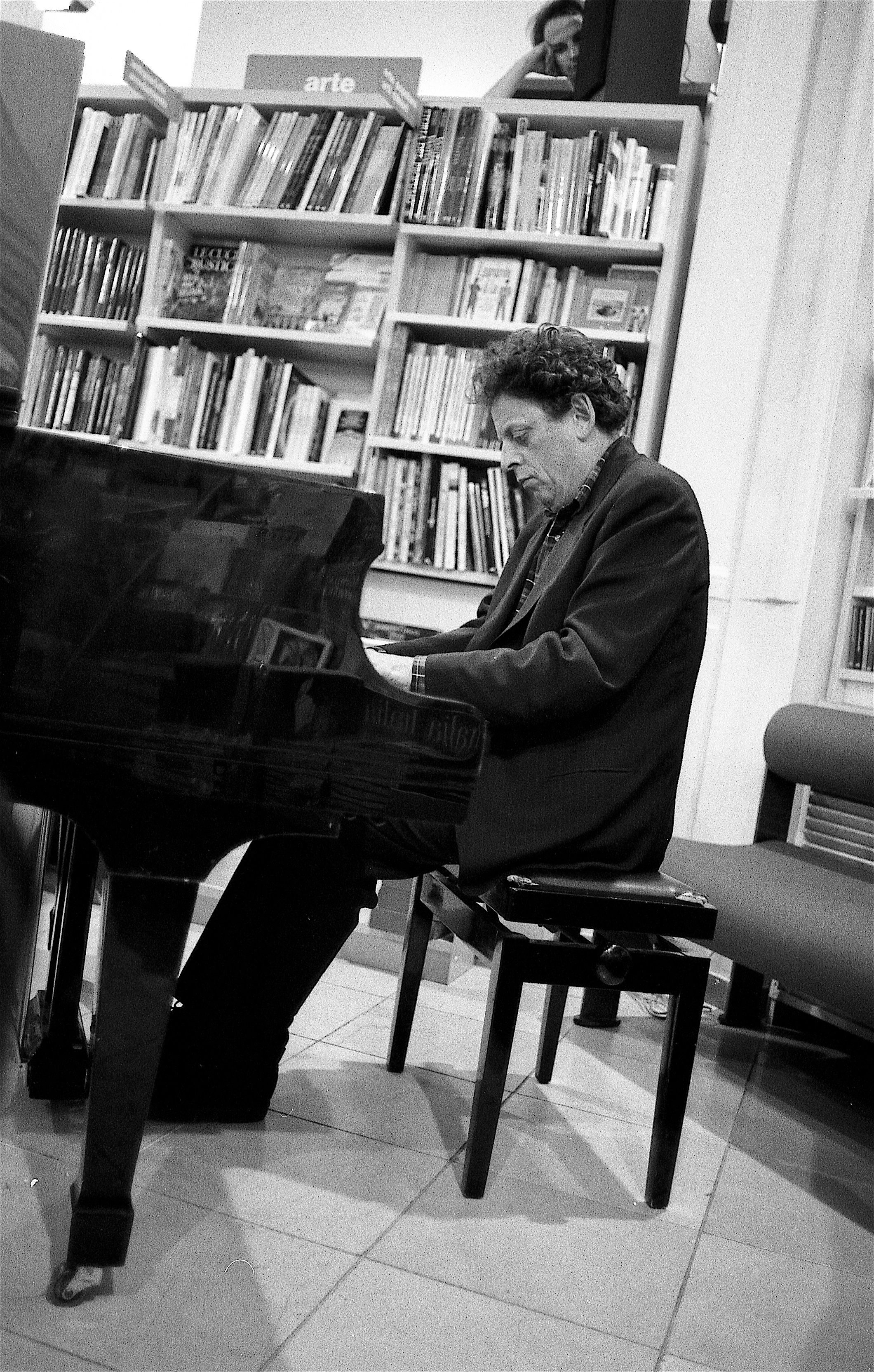
Firenze, 1993

La trilogia si completa con "Akhnaten" (1983-84), ritratto del faraone Akhenaton, una potente composizione vocale e orchestrale cantata in accadico, ebraico biblico e antico egizio. Alla parte cantata si alterna un attore che recita antichi testi egiziani nella lingua del pubblico. I violini spariscono e l'orchestra assume "un suono basso e scuro, che caratterizza l'opera e si adatta molto bene al suo soggetto" (da Music by Philip Glass, 1985).
Nello stesso anno Glass collabora con Robert Wilson alla stesura di un'altra opera, "the CIVIL warS", che debutta all'Opera di Roma.

### Musica per il teatro: Glass e Samuel Beckett
I lavori di Glass per il teatro in questo periodo includono molte composizioni per la compagnia teatrale Mabou Mines, che ha cofondato nel 1970, che consistono principalmente in musiche per scritture e adattamenti della prosa di Samuel Beckett, quali "The Lost Ones" (1975), "Cascando" (1975), "Mercier and Camier" (1979), "Endgame" (1984) and "Company" (1984). Beckett approvò l'adattamento fatto dalla compagnia di "The Lost Ones", ma disapprovò in maniera veemente la messa in scena di "Endgame" all'American Repertory Theatre di Cambridge per la regia di Joanne Akalaitis. I quattro brevi pezzi composti per "Company" per quartetto d'archi, destinati ad essere eseguiti negli intervalli del dramma, divennero successivamente un brano da concerto per orchestra d'archi e vennero anche pubblicati separatamente.

### Il postminimalismo: dal concerto per violino alla sinfonia numero 3
A partire dalle composizioni di opere e musiche per il teatro, Glass - specialmente a cavallo tra gli anni ottanta e novanta - scrive sempre più per ensembles più accessibili, come i quartetti d'archi e le orchestre sinfoniche, ritornando così in qualche modo verso le radici stilistiche dei suoi studi compositivi. Con questa direzione, i lavori per orchestra e da camera risultano essere scritti con una vena più lirica e poetica. Nei suoi lavori Glass arriva ad impiegare antiche forme musicali come quella della ciaccona, come ad esempio nel "Satyagraha" e nei movimenti lenti del suo "Violin Concerto" (1987) e della "Symphony No.3" (1995). Vi sono inoltre richiami a stili musicali storici (il barocco, il classico, il primo romanticismo e la musica classica di inizio del XX secolo), senza che tuttavia Glass abbandoni la propria cifra stilistica individuale, né a farne un mero pastiche.
Il "Violin Concerto" consiste di tre movimenti quasi neo-barocchi, su cui vengono cantati testi scritti nella lingua di Akhenaton. Nel 1992 il concerto viene eseguito dalla Vienna Philharmonic Orchestra condotta da Gidon Kremer. Ad esso fanno seguito una trilogia Sibeliana ("The Light", "The Canyon", "Itaipu", 1987-1989), "The Voyage", commissionata dalla Metropolitan Opera e altre due sinfonie da tre movimenti ("Low" nel 1992 ed una seconda nel 1994).
Glass descrive la sua "Symphony No.2" come uno studio in politonalità comparabile alle musiche di Arthur Honegger, Darius Milhaud e Heitor Villa-Lobos, ma il tono dissonante, oscuro e meditabondo del pezzo evoca maggiormente le sinfonie di Dmitrij Šostakovič.
Centrali nella sua produzione di musica da camera del periodo sono gli ultimi due quartetti d'archi di una serie di cinque scritti per il Kronos Quartet (1989 e 1991) ed il pezzo "Music from The Screens" (1989). Questi lavori mostrano un aspetto molto diverso della produzione di Glass. The Screens ha le nella collaborazione con il musicista gambiano Foday Musa Suso e con la regista teatrale Joanne Akalaitis (la prima moglie di Glass). Oltre all'influenza di Suso, il tessuto musicale evoca remotamente la musica da camera classica europea, dalle sonate di Johann Sebastian Bach fino ai lavori da camera di Claude Debussy e Maurice Ravel.

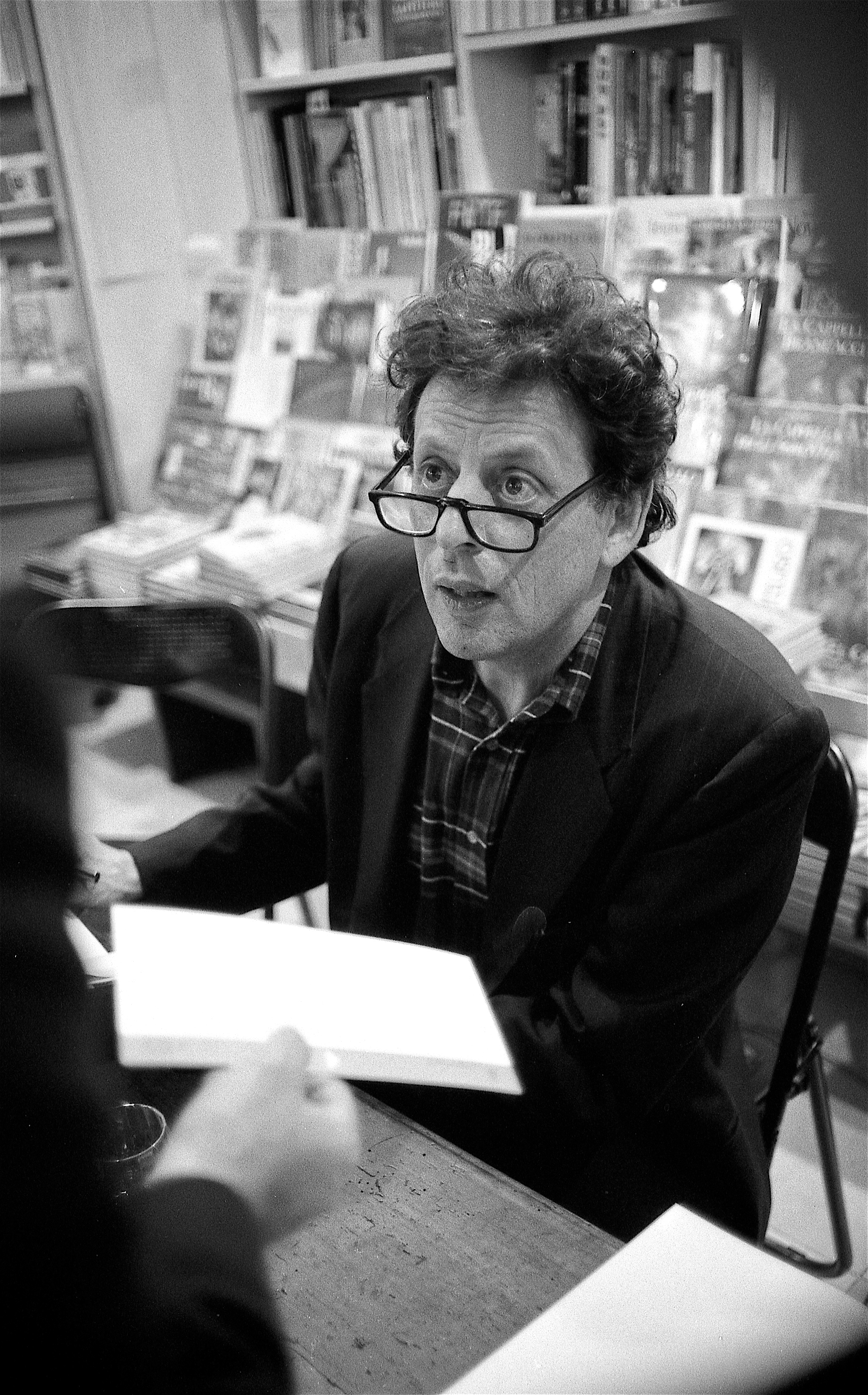
Firenze, 1993

Con la "Symphony No.3" (1995), commissionata dall'orchestra da camera di Stoccarda, riemerge uno stile orchestrale più trasparente, raffinato ed intimo (rispecchiando la simile evoluzione del lavoro di Steve Reich). Nei quattro movimenti della sinfonia Glass tratta un'orchestra di 19 archi come un ensemble da camera esteso e sembra evocare il primo classicismo (le sinfonie per archi di Carl Philipp Emanuel Bach e le prime sinfonie di Franz Joseph Haydn), nonché il neoclassicismo di Igor' Fëdorovič Stravinskij, Béla Bartók e, di nuovo, Ravel.

### Musica per pianoforte:Metamorphosise gliÉtudes
Sin dalla fine degli anni ottanta Glass scrive sempre più frequentemente pezzi per pianoforte solo, a cominciare da un ciclo di cinque pezzi (1988) per un adattamento teatrale della "Metamorfosi" di Franz Kafka e proseguendo con il suo primo volume di "Études for Piano" (1994-95). I primi sei études furono originariamente commissionati dal pianista e direttore d'orchestra Dennis Russel Davies.

### Un secondo trittico di opere:Orphée,La Belle et la BêteeLes Enfants Terribles
Negli anni tra il 1993 ed il 1996 Glass compone un altro trittico di opere basato sulla prosa e sui film Jean Cocteau ("Orphée" (1949), "La Belle et la Bête" (1946) ed il racconto "Les Enfants Terribles" (1929) adattato a film nel 1950 dallo stesso Cocteau e da Jean-Pierre Melville) che è anche un omaggio musicale ai Les Six, un gruppo di compositori francesi associati a Cocteau.
"Orphée" è sia concettualmente che musicalmente ispirata all'opera Orfeo ed Euridice di Christoph Willibald Gluck ed il tema della morte di Euridice si intreccia con la vita privata di Glass, essendo l'opera stata scritta un anno dopo l'inattesa morte della moglie Candy Jernigan, nel 1991. "(...) si può solo immaginare che il dolore di Orfeo debba aver echeggiato quello del compositore".
"Les Enfants Terribles" (1996, per voce e tre pianoforti), per essere concepita per un ensemble di pianoforti, è debitrice ad un altro lavoro fondamentale del XVIII secolo: il concerto per quattro clavicembali (o quattro pianoforti) in la minore di Bach, BWV1065. E forse non è una coincidenza che il concerto di Bach fosse parte della colonna sonora del film del 1950 così come l'opera di Gluck fece da colonna sonora al film "Orphée" di Cocteau del 1949.

### Colonne sonore
Molte colonne sonore sono state scritte da Glass, a cominciare (1981-83) da quella per il Koyaanisqatsi di Godfrey Reggio, il primo documentario della serie Qatsi di cui Glass curò anche le successive colonne sonore, continuando con Mishima: A Life in Four Chapters (1985) di Paul Schrader, L'agente segreto (1996) con la English Chamber Orchestra e Kundun (1997) di Martin Scorsese. Ha fatto anche una breve apparizione come attore nel film The Truman Show (1998). The Hours (Stephen Daldry, 2002), Taking Lives (2004), The Fog of War (Errol Morris, 2003), e The Illusionist - L'illusionista (Neil Burger, 2006) sono tra i film più famosi in cui la colonna sonora contiene pezzi di Glass, sia di repertorio che nuovi. La colonna sonora di Diario di uno scandalo (2007) ha ricevuto la nomination all'Oscar.

### Influenze e collaborazioni
Oltre a lavorare in ambito classico, per il teatro e per il cinema, Glass ha avuto molti contatti con gli ambienti del rock, dell'ambient, della musica elettronica e della world music. Nei primi anni settanta tra i suoi estimatori si annoveravano Brian Eno e David Bowie, colpiti ed influenzati dallo stile poco ortodosso di Glass. Anni dopo Glass, entrato in amicizia con Bowie, orchestrerà alcuni pezzi di Bowie e Eno inclusi negli album "Low" e "Heroes" (scritti a Berlino nei tardi anni settanta) trasformandoli nella sua prima ("Low", 1992) e quarta ("Heroes", 1996) sinfonia.
Glass ha collaborato anche con cantautori quali Paul Simon, Suzanne Vega e Natalie Merchant, nonché con autori di musica elettronica (Aphex Twin).

### Nuove direzioni: sinfonie, musica da camera e concerti
La contrapposizione di due stili iniziata con gli "Études" e con "Les Enfants Terribles" riemerge nella colonna sonora del film di Godfrey Reggio "Naqoyqatsi" (2002), nell'opera da camera "The Sound of a Voice" (2003) e, in misura minore, nella serie di concerti scritti a partire dal 2000 e nelle tre sinfonie centrate sullo scambio tra voci e coro e orchestra. Due sinfonie abbastanza simili, la "Symphony No.5" (1999) e la "Symphony No.7" (2004) sono basate su temi religiosi e meditativi, mentre la "Symphony No.6 - Plutonian Ode", commissionata dalla Brucknerhaus Linz e dalla Carnegie Hall in onore del 65º compleanno di Glass, nasce come collaborazione con il poeta Allen Ginsberg per voce recitante e piano (gli stessi Ginsberg e Glass), basata sulla sua omonima poesia. Nel primo e secondo movimento di questa opera Glass esplora melodie complicate e dissonanti, solo per tornare col terzo movimento ad una sorta di musica ipnotica ed estatica dal risultato sorprendentemente fresco.
Negli anni di composizione di questa sinfonia Glass si sposa con Holly Critchlow, conosciuta quattro anni prima.

### Lavori recenti:Waiting for the Barbarianse la sinfonia numero 8
Il più recente lavoro di musica per teatro di Glass è la sua prima opera su grande scala da otto anni, "Waiting for the Barbarians", basata sul romanzo di J. M. Coetzee col libretto a cura di Christopher Hampton. Ha debuttato nel settembre 2005.
Solo due mesi dopo, nel novembre 2005, debutta alla Brooklyn Academy of Music di New York la "Symphony No.8". Dopo tre sinfonie per voce e orchestra, questa sinfonia è un ritorno alla composizione puramente orchestrale e, come i lavori precedentemente scritti per Dennis Russel Davies, presenta lunghi assoli.
Tra i prossimi lavori di Glass sono inclusi la corale per "The Passion of Ramakrishna", la colonna sonora del film La vita interiore di Martin Frost (2007) di Paul Auster ed un secondo volume degli "Études for piano".

## Lavori

### Lavori del Philip Glass Ensemble
- 600 Lines (1967)
- Music in Fifths (1969)
- Music in Similar Motion (1969)
- Music with Changing Parts (1970, inciso nel 1973)
- Music in Twelve Parts (1971-1974)
- North Star (1977)
- Dance (1979, con Lucinda Childs e Sol LeWitt)
- Glassworks (1982)
- Orion (2004)

### Opere
- Einstein on the Beach (Philip Glass Ensemble, 1976, con Robert Wilson)
- Satyagraha (1980, libretto di Constance De Jong)
- Akhnaten (1983, libretto di Philip Glass con Shalom Goldman, Robert Israel e Richard Riddell)
- the CIVIL warS, Rome Section (1984, con Robert Wilson)
- The making of the representative for Planet 8, opera in 3 atti (1988 al Houston Grand Opera, libretto di Doris Lessing, tratto dal suo quarto racconto in "Canopus in Argos")
- The Fall of the House of Usher (1987, libretto di Arthur Yorinks)
- White Raven (1991, con Robert Wilson)
- The Voyage (1992, libretto di David Henry Hwang)
- The marriages between zones three, four, and five (1997, libretto di Doris Lessing, tratto dal suo secondo racconto in "Canopus in Argos")
- Galileo Galilei (2001, libretto di Mary Zimmerman con Philip Glass e Arnold Weinstein)
- Waiting for the Barbarians (per voce coro e orchestra, 2005, tratto dal romanzo di J.M. Coetzee)
- Appomattox (2007, libretto di Christopher Hampton)
- Kepler (2009, libretto di Martina Winkel)
- The Perfect American (2013, libretto di Rudolph Wurlitzer)
- Spuren der Verirrten (The Lost) (2013)

### Musica da camera, musiche per il teatro
- A Madrigal Opera (per voce, violino e viola, 1985)
- The Photographer (per voce solista, coro e orchestra, 1982), basato sulla vita di Edweard Muybridge.
- The Juniper Tree (1985, con Robert Moran, libretto di Arthur Yorinks)
- The Fall of the House of Usher (libretto tratto dal racconto di Edgar Allan Poe, 1987)
- 1000 Airplanes on the Roof (per voce e ensemble, testi di David Henry Hwang, 1988)
- Hydrogen Jukebox (per voci e ensemble, libretto di Allen Ginsberg, 1990)
- Orphée (per voci e orchestra da camera, 1993, tratto dal film di Jean Cocteau)
- La Belle et la Bête (per voici e il Philip Glass Ensemble o orchestra da camera, 1994, tratto dal film di Jean Cocteau) première nel Teatro di Gibellina, opera in 19 sezioni, libretto del compositore
- Les Enfants Terribles (per voce e tre pianoforti, 1996, dal racconto di Cocteau e dal film di Jean-Pierre Melville)
- Monsters of Grace (opera da camera per il Philip Glass Ensemble, 1998, con filmato digitale 3D diretto da Robert Wilson, libretto dall'opera di Jalaluddin Rumi)
- In the Penal Colony (per tenore e baritono oppure per tenore e basso e quintetto d'archi, 2000, libretto dal racconto breve di Franz Kafka)
- The Sound of a Voice (per voce e ensemble da camera con pipa, 2003, libretto di David Henry Hwang)

### Lavori per pianoforte solista
- How Now (per pianoforte, 1968)
- Two Pages (per Steve Reich) (per pianoforte o organo elettrico 1969)
- Modern Love Waltz (per pianoforte, 1977)
- Fourth Series Part Four (Mad Rush) (per pianoforte, 1979)
- Trilogy Sonata (per pianoforte, 1975/1979/1983, da "Einstein", "Sathyagraha" e "Akhnaten", arrangiati da Paul Barnes nel 2001)
- Cadenzas for Mozart's Piano Concerto No.21 (K. 467, 1786) (1987)
- Metamorphosis (per pianoforte, 1988)
- Wichita Vortex Sutra (per pianoforte, 1988)
- The French Lieutenant Sleeps (da "The Screens", per pianoforte, 1989)
- Night on the Balcony (da "The Screens" per pianoforte, o clavicembalo 1989)
- Tesra (per pianoforte, 1993)
- The Orphée Suite (per pianoforte, 1993, trascritta da Paul Barnes nel 2000)
- 12 Pieces for Ballet (per pianoforte, 1993)
- Overture from La Belle et la Bete (per pianoforte, 1994, trascritta da Michael Riesman)
- Etudes for piano, Volume 1 (1994-1995)
- Music from "The Hours" (per pianoforte, 2003, trascritta da Michael Riesman e Nico Muhly)
- A Musical Portrait of Chuck Close (due pezzi per pianoforte, 2005)

### Lavori per due pianoforti
- In and Out Again (per due pianoforti, 1967)
- Six Scenes from "Les Enfants Terribles" (per due pianoforti, 1996, trascritta da Maki Namekawa e Dennis Russell Davies)
- Four movements for two pianos (2008)

### Musica da camera
- Three String Quartets (primi anni sessanta, ritirata)
- Play (per due sassofoni, 1965, musica per la pièce di Samuel Beckett)
- Music for Ensemble and Two Actresses (per sestetto di fiati e due altoparlanti, 1965)
- String Quartet No.1 (1966)
- Music in the shape of a Square (per due flauti, 1967)
- Head On (per violino, violoncello e pianoforte, 1967)
- Another Look at Harmony, Part III (per clarinetto e pianoforte, 1975)
- Fourth Series Part Three (per violino e clarinetto, 1978)
- String Quartet No.2 Company (1983, composta per l'adattamento di un racconto di Samuel Beckett)
- Prelude to Endgame (per timpani e contrabbasso, 1984, per la pièce di Samuel Beckett)
- String Quartet No.3 Mishima (1985)
- String Quartet No.4 Buczak (1989)
- Music from the Screens (per ensemble da camera, 1989, in collaborazione con Foday Musa Suso)
- Cymbeline (per ensemble, 1991, musica per la pièce di William Shakespeare)
- String Quartet No.5 (1991)
- Love Divided By (per flauto e pianoforte, 1992)
- In the Summer House (per violino e violoncello, 1993, musica per la pièce di Jane Bowles)
- Concerto for Saxophone Quartet (1995, anche in versione orchestrale)
- Dracula (per quartetto d'archi o piano e quartetto d'archi, 1998, musica per li film del 1931 con Bela Lugosi)
- Music from The Sound of a Voice (per flauto, pipa, violino, violoncello e percussioni, 2003)

### Lavori per strumenti solisti
- Strung Out (per violino, 1967)
- Gradus (per sassofono, 1968)
- Arabesque In Memoriam (per flauto, 1988)
- France from "The Screens" (per violino, 1989)
- Melodies La gatta sul tetto che scotta.(per sassofono, 1995)

### Sinfonie
- Symphony No. 1 "Low" (1992)
- Symphony No. 2 (1994)
- Symphony No. 3 (per orchestra d'archi, 1995)
- Symphony No. 4 "Heroes" (1996)
- Symphony No. 5 (Choral) (per voce solista, coro e orchestra, 1999)
- Symphony No. 6 "Plutonian Ode" (per soprano e orchestra, 2001)
- Symphony No. 7 "A Toltec Symphony" (per orchestra e coro, 2004)
- Symphony No. 8 (2005)
- Symphony No. 9 (2010-11)
- Symphony No. 10 (2012)
- Symphony No. 11 (2017)

### Altri lavori per orchestra (con voci e coro)
- Company (per orchestra d'archi, 1983, composta per un adattamento del racconto di Samuel Backett)
- The Olympian: Lighting of the Torch and Closing (per orchestra e coro, 1984)
- Two Interludes from "the CIVIL warS" (per orchestra, 1984)
- Phaedra (per orchestra d'archi e percussioni, 1985)
- In the Upper Room (per orchestra da camera, 1986, musica per la pièce di danza di Twyla Tharp)
- The Light (per orchestra, 1987)
- The Canyon (per orchestra, 1988)
- Itaipu, (ritratto sinfonico per orchestra e coro in quattro movimenti, 1989)
- Passages (per orchestra da camera, in collaborazione con Ravi Shankar) (1990)
- Concerto Grosso (per orchestra da camera, 1992)
- T.S.E. (T.S. Eliot) (per voci e ensemble, 1994, musica per una pièce teatrale di Robert Wilson)
- Songs of Milarepa (per baritono e orchestra da camera, 1997)
- Days and Nights of Rocinha, (balletto per orchestra, 1997)
- Psalm 126 (per orchestra e coro, 1998)
- Dancissimo (per orchestra, 2001)

### Lavori per strumenti solisti e orchestra - concerti
- Concerto per violino e orchestra (1960, ritirato)
- Facades (per due sassofoni -o per flauto e clarinetto- e orchestra d'archi, 1981)
- Concerto per violino e orchestra (1987)
- Passages (per quartetto di sassofoni, orchestra d'archi, pianoforte e percussioni, 1989, arrangiato da Dennis Russel Davies, 2001)
- Echorus (per due violini e orchestra d'archi, 1995, versione dell'Étude No.2 per pianoforte)
- Concerto per quartetto di sassofoni e orchestra (1995)
- Piano Concerto No. 1, (per pianoforte e orchestra d'archi Tirol, 2000)
- Concerto Fantasy per due timpanisti e orchestra (2000)
- Concerto per violoncello e orchestra No. 1 (2001)
- Concerto per clavicembalo e orchestra (2002)
- Suite da "The Hours" (per pianoforte, orchestra d'archi, arpa e percussioni, 2002/2003)
- Piano Concerto No. 2 "After Lewis and Clark" (per pianoforte, flauto nativo americano e orchestra, 2004)
- Concerto per violino e orchestra No. 2 (2009)
- Concerto per violoncello e orchestra No. 2 (2002/2012)

### Lavori per voci
- Music for Voices (1970)
- Hebeve Song (per soprano, clarinetto e fagotto, 1983)
- Songs from Liquid Days (per voci e ensemble, testi di Paul Simon, Suzanne Vega, David Byrne e Laurie Anderson, 1986)
- De Cie (per quattro voci, 1988)
- Planctus, (canzone per voce e pianoforte, 1997, per Natalie Merchant)

### Lavori per coro
- Another Look at Harmony, Part IV (per coro e organo, 1975)
- Fourth Series Part One (per coro e organo, 1977)
- Three Songs (per coro a cappella, 1984, testi di Octavio Paz ed altri)

### Lavori per organo
- Fourth Series Part Two (Dance No.2) (per organo, 1978)
- Fourth Series Part Four (Mad Rush) (per organo, 1979)
- Voices (per organo, didgeridoo e voce narrante, 2001)

### Altri lavori
- One Plus One (1968)
- Pink Noise, (installazione acustica, 1987, con Richard Serra)

### Colonne sonore
- Koyaanisqatsi (1983), Powaqqatsi (1988) e Naqoyqatsi (2002), la trilogia di documentari diretti da Godfrey Reggio
- Mishima - Una vita in quattro capitoli (Paul Schrader, 1985)
- Hamburger Hill: collina 937 (John Irvin, 1987)
- The Thin Blue Line (Errol Morris, 1988)
- A Brief History of Time (Errol Morris, biografico, nell'edizione italiana si intitola Dal big bang ai buchi neri, 1991)
- Anima Mundi (Godfrey Reggio, 1992)
- Candyman - Terrore dietro lo specchio (1992) (dal romanzo di Clive Barker), ed il sequel Candyman 2 - L'inferno nello specchio (1995)
- Jenipapo (inclusa una canzone scritta per Suzanne Vega, 1995)
- L'agente segreto (film 1996) con la English Chamber Orchestra
- Kundun (Martin Scorsese, 1997) Nomination agli Oscar Migliore colonna sonora
- The Truman Show (Peter Weir, 1998)
- Dracula (1998) (riedizione del film del 1931 con Bela Lugosi)
- Shorts (Michal Rovner, Shirin Neshat, Peter Greenaway and Atom Egoyan)
- The Hours (Stephen Daldry, 2002) nomination agli Oscar
- The Fog of War - La guerra secondo Robert McNamara (Errol Morris, un'intervista con Robert McNamara, ex segretario alla difesa degli Stati Uniti, 2003)
- Identità violate (D.J. Caruso) (2004)
- Going Upriver: The Long War of John Kerry (2004)
- Secret Window (David Koepp) (2004)
- Partition (Vic Sarin, terza collaborazione con Ravi Shankar, 2005)
- Neverwas (Joshua Michael Stern, 2005)
- The Illusionist - L'illusionista (2006)
- La vita interiore di Martin Frost (The inner life of Martin Frost), regia di Paul Auster (2007)
- Diario di uno scandalo (2007) nomination agli Oscar
- Sapori e dissapori (Scott Hicks, 2007)
- Sogni e delitti (Woody Allen, 2007)
- Animals in Love (Les animaux amoureux) (Laurent Charbonnier, 2007)
- Nosso Lar - La nostra Dimora (Wagner de Assis, 2010)
- Réalité, regia di Quentin Dupieux (2014)
- Fantastic 4 - I Fantastici Quattro (The Fantastic Four), regia di Josh Trank (2015)
- Jane, regia di Brett Morgen (2017)
- Samurai Marathon - I sicari dello shogun (Samurai Marathon), regia di Bernard Rose (2019)
- Loop (Tales from the Loop) – serie TV (2020)

### Partecipazioni a colonne sonore
- All'ultimo respiro Opening
- La chiesa Floe